# Benedikt Gimber
Benedikt Gimber (Buchen, 1997. február 19. –) német korosztályos válogatott labdarúgó, a Jahn Regensburg játékosa.

## Statisztika
2015. október 22. szerint.
| Klub                   | Szezon   | Bajnokság | Bajnokság | Kupa  | Kupa | Nemzetközi | Nemzetközi | Összesen | Összesen |
| Klub                   | Szezon   | Mérk.     | Gól       | Mérk. | Gól  | Mérk.      | Gól        | Mérk.    | Gól      |
| ---------------------- | -------- | --------- | --------- | ----- | ---- | ---------- | ---------- | -------- | -------- |
| TSG 1899 Hoffenheim II | 2015–16  | 21        | 2         | 0     | 0    | -          | -          | 21       | 2        |
| TSG 1899 Hoffenheim II | Összesen | 21        | 2         | 0     | 0    | 0          | 0          | 21       | 2        |
| TSG 1899 Hoffenheim    | 2015–16  | 0         | 0         | 0     | 0    | 0          | 0          | 0        | 0        |
| TSG 1899 Hoffenheim    | Összesen | 0         | 0         | 0     | 0    | 0          | 0          | 0        | 0        |
| Összesen               | Összesen | 21        | 2         | 0     | 0    | 0          | 0          | 21       | 2        |